# 폭스 해리스
폭스 해리스(Fox Harris, 1936년 5월 3일 ~ 1988년 12월 27일)는 미국의 배우, 텔레비전 배우이다.
펜실베이니아주에서 태어났다.

## 영화
- 에이리어네이터 (1989년)
- 터미널 포스 (1989년)
- 돌연변이 혹성 (1989년)
- 워로드 (1988년)
- 언더러치브 (1987년)
- 에이리언 대습격 (1987년)
- 지옥 특급 (1987년)
- 리포 맨 (1984년)
- 금지된 세계 (1982년)
- 아름다운 날들 (1982년)
- 라스베가스의 도박사들 (1982년)
- 해밑 (1982년)